# Alexandre-Joseph-Charles Derouineau
Alexandre-Joseph-Charles Derouineau MEP (chiń. 德為能; ur. 15 stycznia 1898 w Blaison-Gohier, zm. 30 września 1973 tamże) – francuski duchowny rzymskokatolicki, misjonarz, wikariusz apostolski Junnanu oraz arcybiskup Kunmingu.

## Biografia

### Młodość i prezbiteriat
W 1917 wstąpił do Wyższego Seminarium Duchownego w Angers, ale wkrótce został zmobilizowany. Po zakończeniu działań wojennych powrócił do WSD w Angers, jednak w trakcie nauki przeniósł się do Wyższego Seminarium Duchownego Towarzystwa Misji Zagranicznych w Paryżu, gdzie został przyjęty 16 września 1921. 26 maja 1923 przyjął święcenia diakonatu, a 22 grudnia 1923 prezbiteriatu (oba z rąk przełożonego generalnego Towarzystwa Misji Zagranicznych w Paryżu bpa Jeana-Baptisty-Marii Budesa de Guébrianta) i został kapłanem diecezji Angers, należącym do Towarzystwa Misji Zagranicznych w Paryżu.
W 1924 wypłynął na misje do Chin, gdzie został przydzielony do wikariatu apostolskiego Kuejczou. Po nauczeniu się języka, pracował przy katedrze w Guiyangu. Następnie został wysłany na prowincję, gdzie przez 7 lat był jedynym kapłanem obsługującym spory obszar. W latach 1933-1935 był urlopowany w celu podratowania zdrowia. Po powrocie pracował w Guiyangu.

### Episkopat
8 grudnia 1943 papież Pius XII mianował go wikariuszem apostolskim Junnanu oraz biskupem tytularnym bidyjskim. 19 marca 1944 w Guiyangu przyjął sakrę biskupią z rąk wikariusza apostolskiego Guiyangu Jeana Larrarta MEP. Współkonsekratorami byli wikariusz apostolski Chongqingu Louis-Gabriel-Xavier Jantzen MEP oraz wikariusz apostolski Anlongu Alexandre-François-Marie Carlo MEP.
W wyniku reorganizacji chińskich struktur kościelnych dokonanych przez Piusa XII bullą Quotidie Nos, 11 kwietnia 1946 wikariat apostolski Junnanu podniesiono do rangi archidiecezji i stolicy metropolii oraz zmieniono nazwę. Tym samym Derouineau został arcybiskupem Kunmingu. W okresie jego pontyfikatu archidiecezja Kunmingu uznawana była za trudną do prowadzenia apostolstwa, ze względu na zróżnicowaną etnicznie i językowo populację oraz rozległość terytorium. Zamieszkiwało ją ok. 8-10 mln ludzi, z czego katolicy stanowili promil populacji (ok. 10 000 osób).
Abp Derouineau odwiedził wszystkie podległe mu placówki duszpasterskie. Dbał o rozwój duchowny swoich księży, sprowadzając wyspecjalizowanych kaznodziejów, aby prowadzili coroczne rekolekcje. Troszczył się o najbiedniejszych, m.in. o trędowatych.
Po zwycięstwie komunistów w chińskiej wojnie domowej w 1949 Stolica Apostolska na jego wniosek wyznaczyła administratora apostolskiego, na którego wybrał wikariusza generalnego archidiecezji Chińczyka ks. Louisa Ho, co gdy 16 sierpnia 1951 został aresztowany, pozwoliło uniknąć zamieszania. Abp Derouineau dzielił celę z trzema innymi misjonarzami do maja 1952, gdy został wydalony z kraju. Powrócił wówczas do Francji. Arcybiskupem Kunmingu de iure był do śmierci, nie mając już jednak realnej władzy w archidiecezji. W miarę możliwości starał się podtrzymywać kontakt listowny chińskimi księżmi i zakonnicami, pozostałymi w arcybiskupstwie, a także wspomagać ich finansowo.
We Francji i w Belgii prowadził pracę misyjną wśród członków Petite Église. Jako ojciec soborowy wziął udział w soborze watykańskim II. Zmarł 30 września 1973.